# 刘育骐
刘育骐（1918年—？），男，广西武鸣人，中国发电厂工程专家，1943年毕业于广西大学理工学院机械系。曾任华中工学院教授、华中理工大学教授、博士生导师。